# Robert Glaeser
Robert Martin Glaeser (* 20. Juli 1934 in Kenosha, Wisconsin) ist ein US-amerikanischer Biochemiker, Biophysiker und Strukturbiologe. Hauptforschungsgebiet ist das Gebiet der Elektronenbeugung und der Membranmodelle.
Glaeser studierte an der University of Wisconsin–Madison (B.A. 1959) und der University of California, Berkeley (Ph.D. 1964). Anschließend war er Postdoc an der University of Oxford (1963/64) und University of Chicago (1964/65). 1988/89 war er Gastwissenschaftler am Max-Planck-Institut für Biochemie (MPIB) in Martinsried bei München, später Professor an der University of California, Berkeley.
Glaeser erhielt den Humboldt-Forschungspreis. 1983 wurde er mit dem Guggenheim-Stipendium der John Simon Guggenheim Memorial Foundation ausgezeichnet. 2016 wurde er Mitglied der American Academy of Arts and Sciences und der National Academy of Sciences. Für 2018 wurde ihm die Glenn T. Seaborg Medal zugesprochen.